# Чемпионат Европы по шорт-треку 2021
25-й Чемпионат Европы по шорт-треку 2021 проходил с 22 по 24 января 2021 года на ледовой арене Оливия в Гданьске, Польша. В соревнованиях принимали участие спортсмены из 25 стран Европы.
Из-за опасений вокруг пандемии COVID-19 семикратная чемпионка Европы Арианна Фонтана отказалась от участия в турнире. Двукратная чемпионка Европы Элиза Кристи и вся британская команда также не приняли участие в чемпионате Европы.

## Медальный зачёт
*   Принимающая страна (Польша)
| Место          | Страна         | Золото | Серебро | Бронза | Всего |
| -------------- | -------------- | ------ | ------- | ------ | ----- |
| 1              | Нидерланды     | 5      | 2       | 5      | 12    |
| 2              | Россия         | 4      | 1       | 3      | 8     |
| 3              | Франция        | 1      | 0       | 0      | 1     |
| 4              | Италия         | 0      | 3       | 1      | 4     |
| 5              | Германия       | 0      | 2       | 1      | 3     |
| 6              | Венгрия        | 0      | 1       | 0      | 1     |
| 6              | Польша*        | 0      | 1       | 0      | 1     |
| Всего стран: 7 | Всего стран: 7 | 10     | 10      | 10     | 30    |

## Медалисты

### Мужчины
Призёры по результатам соревнований:
| Событие         | Золото                                                                                      | Золото   | Серебро                                                                          | Серебро  | Бронза                                                                                            | Бронза   |
| --------------- | ------------------------------------------------------------------------------------------- | -------- | -------------------------------------------------------------------------------- | -------- | ------------------------------------------------------------------------------------------------- | -------- |
| 500 м           | Константин Ивлиев Россия                                                                    | 40,779   | Пьетро Сигель Италия                                                             | 40,896   | Ицхак де Лаат Нидерланды                                                                          | 41,056   |
| 1000 м          | Семён Елистратов Россия                                                                     | 1:24,885 | Джон-Генри Крюгер Венгрия                                                        | 1:25,232 | Ицхак де Лаат Нидерланды                                                                          | 1:25,280 |
| 1500 м          | Семён Елистратов Россия                                                                     | 2:18,384 | Денис Айрапетян Россия                                                           | 2:18,521 | Шинки Кнегт Нидерланды                                                                            | 2:18,561 |
| Эстафета 5000 м | Нидерланды · Шинки Кнегт · Ицхак де Лаат · Фрисо Эмонс · Йенс ван т’ Ваут · Дилан Хогерверф | 6:43.827 | Италия · Пьетро Сигель · Андреа Кассинелли · Юрий Конфортола · Лука Спекенхаузер | 7:07.055 | Россия · Денис Айрапетян · Семён Елистратов · Даниил Ейбог · Павел Ситников · Константин Ивлиев · | 7:06.884 |
| Общий зачёт     | Семён Елистратов Россия                                                                     | 71 очко  | Пьетро Сигель Италия                                                             | 55 очков | Ицхак де Лаат Нидерланды                                                                          | 55 очков |

### Женщины
Призёры по результатам соревнований:
| Событие         | Золото                                                                      | Золото   | Серебро                                                                                               | Серебро  | Бронза                                                                                          | Бронза   |
| --------------- | --------------------------------------------------------------------------- | -------- | --- | -------- | ----------------------------------------------------------------------------------------------- | -------- |
| 500 м           | Сюзанне Схюлтинг Нидерланды                                                 | 43,317   | Наталия Малишевская Польша                                                                            | 43,441   | Ксандра Велзебур Нидерланды                                                                     | 43,474   |
| 1000 м          | Сюзанне Схюлтинг Нидерланды                                                 | 1:28,573 | Сельма Паутсма Нидерланды                                                                             | 1:28,873 | Анна Зайдель Германия                                                                           | 1:29,357 |
| 1500 м          | Сюзанне Схюлтинг Нидерланды                                                 | 2:24.446 | Анна Зайдель Германия                                                                                 | 2:24.777 | Софья Просвирнова Россия                                                                        | 2:25.468 |
| Эстафета 3000 м | Франция · Орели Монвуазен · Тифани Уо-Маршан · Гвендолин Доде · Орели Левек | 4:13.362 | Нидерланды · Рианне де Врис · Сюзанне Схюлтинг · Сельма Паутсма · Ксандра Велзебур · Джорджи Далримпл | 4:07.420 | Италия · Элена Вивьяни · Арианна Сигель · Глория Иориатти · Мартина Вальчепина · Синтия Машитто | 4:09.413 |
| Общий зачёт     | Сюзанне Схюлтинг Нидерланды                                                 | 102 очка | Анна Зайдель Германия                                                                                 | 55 очков | Софья Просвирнова Россия                                                                        | 53 очка  |